# أبو سهل الصعلوكي
أبو سهل محمد بن سليمان بن محمد بن سليمان بن هارون الحنفي العجلي الصعلوكي النيسابوري (296هـ-369هـ) فقيه شافعي ومتكلم ونحوي ومفسر ولغوي وصوفي، «شيخ خراسان».
قال الحاكم: «هو حبر زمانه، وبقية أقرانه، ولد سنة ست وتسعين ومائتين وأول سماعه في سنة خمس وثلاثمائة واختلف إلى ابن خزيمة، ثم اختلف إلى أبي علي محمد بن عبد الوهاب الثقفي، وناظر وبرع، ثم استدعي إلى أصبهان، فلما بلغه نعي عمه أبي الطيب الصعلوكي، خرج في الخفية حتى قدم نيسابور في سنة سبع وثلاثين، ثم نقل أهله من أصبهان. أفتى ودرس بنيسابور نيفاً وثلاثين سنة».
وقال الفقيه أبو بكر الصيرفي: «لم يَرَ أهل خراسان مثل أبي سهل». وقال الصاحب بن عباد: «ما رأينا مثل أبي سهل، ولا رأى مثل نفسه». وقال أبو عبد الله الحاكم: «أبو سهل مفتي البلدة وفقيهها، وأجدل من رأينا من الشافعية بخراسان، وهو مع ذلك أديب شاعر نحوي كاتب عروضي، صحب الفقراء».
قال الشيخ أبو إسحاق الشيرازي في «الطبقات» : الصعلوكي من بني حنيفة، وهو صاحب أبي إسحاق المروزي، مات في آخر سنة تسع وستين وثلاثمائة وكان فقيهاً أديباً، متكلماً، مفسراً، صوفياً، كاتباً. عنه أخذ ابنه أبو الطيب وفقهاء نيسابور.
قال أبو القاسم القشيري: سمعت أبا بكر بن فورك يقول: سئل الأستاذ أبو سهل عن جواز رؤية الله بالعقل، فقال: الدليل عليه شوق المؤمنين إلى لقائه، والشوق إرادة مفرطة، والإرادة لا تتعلق بمحال. وقال السلمي: سمعت أبا سهل يقول: ما عقدت على شيء قط، وما كان لي قفل ولا مفتاح، ولا صررت على فضة ولا ذهب قط. وسمعته يُسأل عن التصوف، فقال: الإعراض عن الاعتراض. وسمعته يقول: من قال لشيخه: لم؟ لا يفلح أبداً.

## وصلات خارجية
- أبو سهل الصعلوكي.. الفقيه الصوفي والشاعر الأديب - جريدة الاتحاد